# 張子明 (元朝)
張子明（14世纪—1363年），元末效忠于朱元璋的将领，洪都之战中，被陈友谅俘虏后杀害。

## 生平
张子明为朱元璋部，领兵千人。当时与朱文正守卫洪都，被陈友谅部队包围。朱文正派遣其夜渡小舟到应天府，后朱元璋问兵事，其对曰：“对方士兵虽然强盛，战死者却不少。今长江水渐渐干涸，对敌方巨船很不利。只要援兵到就可以击破他们。”朱元璋说，“你回去告诉主帅：坚守一个月，我亲自去攻下它。”后回到湖口时，被陈友谅擒获。陈要求其引诱城中人投降，张子明假装答应。到城下时候，大喊：“我是张子明，已经见到主子（朱元璋），他令各位坚守城池，援兵很快就到。”陈友谅兵大怒，乱槊刺死。后追封忠節侯。